# Camilla (romanzo)
Camilla è il terzo romanzo della scrittrice inglese Frances Fanny Burney, pubblicato nel 1796.
Questo romanzo sentimentale è una descrizione satirica della società in cui è ambientato, ed è un precursore importante dei lavori di Jane Austen e Maria Edgeworth, i cui romanzi esplorano argomenti simili.

## Trama
Camilla ruota attorno alla storia della famiglia Tyrold. Augustus ("Mr Tyrold") e Sir Hugh Tyrold sono fratelli che, dopo un periodo di allontanamento durato un numero imprecisato di anni, si sono riuniti dopo che Sir Hugh ha inviato al signor Tyrold una lettera in cui esprimeva il suo desiderio di trasferirsi vicino alla sua canonica, chiedendogli di acquistare una tenuta chiamata Cleves e prepararla per l'arrivo di Sir Hugh, sua nipote Indiana Lynmere e la sua governante Miss Margland (l'altro suo nipote, Clermont Lynmere, deve essere inviato nel "continente" per essere istruito). La sua motivazione principale per il trasferimento è che dopo anni trascorsi da scapolo, si ritrova improvvisamente ferito e troppo debole fisicamente per prendere parte alla vita fisica e sociale attiva di cui godeva una volta. Costretto a trovare intrattenimento e conforto in modi più sedentari, si ritrova tristemente impreparato e ingaggia ulteriormente il signor Tyrold per ingaggiare un tutore. Egli obbedisce e assume il dottor Orkborne, un uomo più adatto alle attività accademiche private che alla pedagogia. Questo piano si rivela insostenibile e Sir Hugh deve affannarsi per trovare uno "studioso" permanente da mettere sotto la tutela di Orkborne, non volendo offendere l'accademico licenziandolo così presto dopo averlo trascinato fino a Cleves.
Nel frattempo, Sir Hugh rimane incantato dalla figlia di mezzo di suo fratello, Camilla, e decide di farla diventare l'erede di gran parte della sua fortuna. Chiede anche il privilegio di allevarla, il che mette a disagio il signor e la signora Tyrold perché per quanto apprezzino la gentilezza e la generosità di Sir Hugh, entrambi lo trovano inadatto come tutore poiché è troppo indulgente e desideroso di compiacere. Tuttavia, consentono a Camilla di andare a Cleves. È lì che il fratello di Camilla, Lionel, la sorella maggiore, Lavinia, la sorella minore, Eugenia, e il pupillo di suo padre, Edgar Mandelbert, vanno a festeggiare il decimo compleanno di Camilla.
La signora Tyrold permise a Eugenia di partecipare ai festeggiamenti solo dopo la promessa che il gruppo dei giovani non avrebbe lasciato i terreni di Cleves, poiché la ragazza non era stata ancora vaccinata contro il vaiolo. Sfortunatamente, la natura maliziosa e irrequieta di Lionel lo porta a convincere lo zio a permettere a tutta la comitiva di bambini di andare ad una fiera. È qui che Eugenia è esposta e contrae il vaiolo. Eugenia è sfigurata ma sopravvive, solo per subire un tragico incidente che la lascia ulteriormente mutilata e paralizzata. Naturalmente, questo porta Sir Hugh a rinnegare non solo Camilla ma tutte le sue nipoti a favore di fare di Eugenia, la sua unica erede. Giustifica questa azione radicale organizzando un matrimonio tra Eugenia e Clermont Lynmere. Nel frattempo, consegna l'istruzione di Eugenia al dottor Orkbourne in modo che, se non sarà una bella sposa, sarà almeno molto intelligente e in grado di intrattenere e coinvolgere il suo futuro marito in quello che lui chiama hic hæc hoc, ovvero ricevere lo stesso tipo di istruzione classica e intensiva che all'epoca veniva impartita più generalmente ai ragazzi e raramente (se mai) alle ragazze. Sebbene all'inizio disprezzasse l'idea di educare le ragazze in generale e l'insegnamento del greco e del latino alle donne in particolare, il dottor Orkbourne scopre che Eugenia non è solo una studentessa entusiasta, ma anche estremamente intelligente e capace.
All'inizio, Edgar Mandelbert si ritrova attratto dalla squisita bellezza di Indiana. Sir Hugh decide che, nonostante la loro giovane età (rispettivamente 13 e 10 anni), Edgar e Indiana sono chiaramente destinati l'uno all'altro. Ciò significa che Sir Hugh trascorre gran parte della prima parte del romanzo aspettando e pianificando il giorno in cui Edgar e Clermont interrompono la loro istruzione e terminano i tour del continente in modo che possano sposare Indiana ed Eugenia.
Quando Edgar finisce gli studi e raggiunge la maggiore età, lascia l'università per assumere la gestione delle sue finanze e della sua proprietà, Beech Park, dal suo tutore, il signor Tyrold. Quando Edgar ritrova le sorelle Tyrold e lndiana, Edgar si sente attratto da Camilla, che ricambia. Sfortunatamente, la mortificante consapevolezza di essere considerato un predestinato di Indiana complica i suoi tentativi di corteggiamento finché non riesce a risolvere il malinteso. Ciononostante, le macchinazioni di Miss Margland, la gelosia di Indiana, le circostanze in generale (comprese le disavventure di Camilla nella società di campagna e nuove conoscenze come l'ottuso Mr Dubster, lo sbarazzino Sir Sedley Clarendel e la bellissima, rispettabile, spiritosa, ma deplorevolmente satirica vedova Mrs Arlbery) e la natura critica di Edgar in particolare servono a rendere estremamente protratto il suo corteggiamento di Camilla. Alla fine vince la mano di Camilla solo per abbandonarla quasi immediatamente dopo aver colto Sir Sedley Clarendel baciarle la mano.
Clarendel, un baronetto frivolo e civettuolo, mortificato per essersi innamorato di Camilla, ha cercato di salvare la faccia protestando che non aveva progetti seri sugli affetti di Camilla o pretese di matrimonio con lei. Una volta fatto, bacia la mano della ragazza confusa. Edgar assiste alla scena con indignazione, cosa che naturalmente offende Camilla. Lo libera dal loro fidanzamento e con la benedizione e l'incoraggiamento di suo padre, e si trasferisce a Southampton per visitare la sua nuova amica, la signora Berlington con Eugenia, Indiana, e Miss Margland che le seguono poche ore dopo per fornire compagnia e un'adeguata supervisione. Questo è, ovviamente, preso da Edgar come un ulteriore segno che Camilla è capricciosa, debole, frivola e soprattutto una civettuola degradata. Il dottor Marchmont, tutore e mentore di Edgar in questioni di cuore, incoraggia questi pensieri.
Mentre Camilla soffre per una disavventura dopo l'altra, sua sorella Eugenia attira l'attenzione del cacciatore di fortuna Alphonso Bellamy.  Egli si appella alla vanità di Miss Margland lusingandola affinché perori la sua causa a Eugenia e Sir Hugh, chiedendo infine a quest'ultimo la mano di Eugenia. Viene rifiutato, non essendo particolarmente gradito a sir Hugh poiché Eugenia è destinata a Clermont.
Bellamy alla fine rapisce Eugenia e la costringe a sposarsi, Edgar alla fine smette di ascoltare il misogino dottor Marchmont, Camilla ha problemi di debiti, Lionel è costretto a rinunciare alla frivolezza, Sir Hugh arriva quasi alla bancarotta a causa dei suoi nipoti e il signor Tyrold passa qualche tempo in prigione per debiti. Ma tutto finisce bene quando Bellamy si uccide accidentalmente, il signor Tyrold viene liberato, Camilla ed Edgar si sposano, Lavinia sposa Hal Westwyn, Indiana scappa con un guardiamarina militare senza un soldo chiamato Macdersey, Clermont viene picchiato da un servitore che ha ingiustamente cercato di frustare, e Eugenia (è accennato) alla fine sposa il signor Melmond, un uomo la cui educazione ed emotività le avevano conquistato il cuore all'inizio del romanzo.

## Riferimenti letterari
Jane Austen ha fatto riferimento a Camilla (e ad altri romanzi) nel suo romanzo L'abbazia di Northanger: “'E cosa state leggendo, signorina...?' 'Oh! È solo un romanzo!' risponde la signorina, mentre depone il suo libro con affettata indifferenza, o momentanea vergogna. "Sono solo Cecilia, o Camilla, o Belinda; o, in breve, solo un'opera in cui si manifestano i più grandi poteri della mente, in cui la più completa conoscenza della natura umana, la più felice delineazione delle sue varietà, le più vive effusioni di arguzia e umorismo, sono trasmesse al mondo nella lingua scelta meglio."
Più avanti, un personaggio che sa poco di letteratura, John Thorpe, che afferma che l'unico romanzo recente che gli piace è Il monaco, dice: "'Stavo pensando a quell'altro stupido libro, scritto da quella donna di cui fanno tanto chiasso, colei che ha sposato l'emigrante francese.' 'Suppongo che tu intenda Camilla?' 'Sì, quello; roba così innaturale!'"
Lady Delacour, nel romanzo di Maria Edgeworth Belinda, menziona Camilla all'eroina Belinda, dicendo: "Stai pensando di essere come Camilla, e a me piace la signora Mitten".